# Jogos Peninsulares do Sudeste Asiático de 1965
Os Jogos Peninsulares do Sudeste Asiático de 1965, como conhecidos até 1975, foram a terceira edição do evento multiesportivo, realizado em Kuala Lumpur, em Malásia, entre os dias 14 e 21 de dezembro.

## Países participantes
Seis países participaram do evento:
- Myanmar
- Tailândia
- Laos
- Malásia
- Singapura
- Vietname

## Modalidades
Foram disputadas quatorze modalidades nesta edição dos Jogos:
| - Atletismo - Badminton - Basquete - Boxe - Ciclismo - Esportes aquáticos - Futebol | - Judô - Levantamento de peso - Sepaktakraw - Tênis - Tênis de mesa - Tiro - Vôlei |

## Quadro de medalhas
País sede destacado.
| Ordem | País      | Medalha de ouro | Medalha de prata | Medalha de bronze |     |
| ----- | --------- | --------------- | ---------------- | ----------------- | --- |
| 1     | Tailândia | 38              | 33               | 35                | 106 |
| 2     | Malásia   | 33              | 36               | 28                | 97  |
| 3     | Singapura | 18              | 14               | 16                | 48  |
| 4     | Myanmar   | 8               | 7                | 18                | 33  |
| 5     | Vietname  | 5               | 7                | 7                 | 19  |
| 6     | Laos      |                 |                  | 2                 | 2   |
| TOTAL | TOTAL     | 102             | 97               | 106               | 305 |